# Chiesa di San Giuseppe Calasanzio (Roma)
La chiesa di San Giuseppe Calasanzio è una chiesa sconsacrata di Roma, nel rione Ludovisi, in via Sicilia.
Il terreno su cui sorge l'edificio, di proprietà di Rodolfo Boncompagni, fu acquistato nel 1890 da tre sacerdoti scolopi con lo scopo di erigervi una casa ed una chiesa cattolica.
L'edificio è oggi inglobato all'interno del palazzo della Croce Rossa Italiana ed è adibito a sala di riunioni, come si può leggere a caratteri rossi sulla facciata della chiesa: “Comitato centrale della Croce Rossa Italiana”. L'aula si presenta ad una sola navata, con volta a botte sorretta da quattro colonne.
Così l'Armellini scriveva nel 1891 a proposito della chiesa dedicata a San Giuseppe Calasanzio:
(Armellini, op. cit., p. 304)